# Crinum braunii
Crinum braunii là một loài thực vật có hoa trong họ Amaryllidaceae. Loài này được Harms mô tả khoa học đầu tiên năm 1895.